# Grace Eldering
Grace Eldering (5 september 1900 - 31 augustus 1988) was een Amerikaanse wetenschapper op het gebied van de volksgezondheid, bekend om haar betrokkenheid bij de ontwikkeling van een vaccin tegen kinkhoest samen met Loney Gordon en Pearl Kendrick.

## Biografie

### Jeugd en onderwijs
Grace Eldering werd geboren in Rancher, Montana, in 1900. Haar ouders waren al voor haar geboorte naar de Verenigde Staten geëmigreerd. Haar moeder was uit Schotland aangekomen en haar vader uit Nederland. Ze werd besmet met en overleefde kinkhoest toen ze vijf was, wat leidde tot haar betrokkenheid bij de wetenschap als volwassene. Na de middelbare school ging Eldering vier semesters naar de Universiteit van Montana voordat ze vanwege geldproblemen voortijdig moest stoppen met haar studie. Ze gaf vier jaar les en spaarde genoeg geld om terug te keren naar de universiteit en een Bachelor of Science te behalen. Daarna ging ze les geven in Engels en biologie op Hysham High School. Ze vervolgde haar opleiding enkele jaren later en behaalde een Ph.D. in de wetenschap in 1942 aan de Johns Hopkins University.

### Carrière
In 1928 verhuisde Eldering naar Lansing, Michigan om als vrijwilliger te werken bij Michigan Bureau of Laboratories. Ze werd binnen zes maanden aangenomen om routinematige bacteriologische analyses uit te voeren. Uiteindelijk verhuisde ze naar het Michigan Department of Health Laboratory in Grand Rapids, waar ze in 1932 samenwerkte met Pearl Kendrick en Loney Clinton Gordon om monsters voor kinkhoest- bacteriën te laten groeien. De ontwikkeling van het vaccin voor kinkhoest omvatte ook de eerste "grootschalige gecontroleerde klinische proef voor een kinkhoestvaccin". Dit werd uitgevoerd door een groot netwerk van medische professionals en buurtorganisaties op te zetten waarmee grote hoeveelheden monsters van kinkhoest van zoveel mogelijk verschillende patiënten werden verkregen. Kendrick en Eldering begonnen op 1 november 1932 een "hoestplaat diagnostische dienst", waarbij hoestplaten van verdachte besmette personen ter bevestiging konden worden opgestuurd. Dit stelde hen ook in staat om te bepalen hoe lang kinkhoest besmettelijk is en wanneer de geïnfecteerden het grootste risico liepen om anderen om hen heen te infecteren. Daarbij hebben ze een quarantainemethode voor Grand Rapids opgezet om uitbraken te voorkomen, waarbij geïnfecteerde patiënten voor een periode van 35 dagen werden geïsoleerd. Binnen drie jaar waren hun methoden een officiële routine geworden voor het graafschap en de staat in het algemeen.
Terwijl ze deze methoden probeerden te creëren, ondervonden Eldering en Kendrick veel problemen met het krijgen van financiële ondersteuning. Hun onderzoek vond plaats in het midden van de Grote Depressie, waardoor het al moeilijk was om financiering te bemachtigen. Ze ontvingen uiteindelijk geld van federale noodhulpprogramma's, het stadsbestuur en particuliere donoren. Het experiment werd uitgevoerd na werkuren omdat de gezondheidsafdeling zo onderbezet was dat ze er tijdens normale werkuren geen tijd aan konden besteden. Ze hadden ook verpleegkundige technici en privéartsen als vrijwilligers helpen met het vaccin voor te bereiden en toe te dienen.
Hoewel de methodes die Kendrick en Eldering hadden ontwikkeld hun in staat hadden gesteld om specifieke vaccins te maken voor geïnfecteerden, begonnen ze pas eind 1933 aan het ontwikkelen van een algemeen vaccin. Met het bereik van hun hulpprogramma onder artsen, stadsambtenaren en schoolbesturen konden ze de inwoners van de stad snel inenten. Deze proef duurde meer dan drie jaar (maart 1934 - november 1937) en omvatte meer dan 5.815 kinderen. Het ontwerp en de procedures voor de proeven waren constant in ontwikkeling, aangezien noch Kendrick noch Eldering ervaring hadden met het opzetten van proeven. In oktober 1935 presenteerde het paar hun voorlopige bevindingen op de jaarlijkse bijeenkomst van de American Public Health Association. Veel hooggeplaatste personen op deze bijeenkomst wilden het door hen gecreëerde vaccin niet goedkeuren omdat ze vonden dat het niet voldoende was getest. Uiteindelijk schakelden Kendrick en Eldering een consultant in voor hun proces, Wade Hampton Frost, een hoogleraar epidemiologie aan Johns Hopkins. Hij maakte twee afzonderlijke reizen naar Grand Rapids in november 1936 en december 1937 om feedback te geven over de proef en het helpen met het ontwerpen van een plan om de resultaten van het vaccin te analiseren. Ze bleven werken aan het verfijnen van hun inentingsmethoden tot 1938, toen ze een systeem met drie vaccins instelden waarbij minder geïnactiveerde bacteriën betrokken waren, maar veel effectiever bleek te zijn in het bieden van weerstand tegen infecties. De massaproductie van deze nieuwe versie begon in 1938 in Michigan, en op landelijk niveau in 1940.
In 1951 volgde Eldering Kendrick op als hoofd van het West-Michigan laboratorium en bleef daar tot ze met pensioen ging in 1969. Eldering bleef in Grand Rapids wonen en werkte als vrijwilliger met blinden en lichamelijk gehandicapten tot ze stierf in 1988.

## Lofbetuigingen
Eldering werd in 1983 ingewijd in de Michigan Women's Hall of Fame voor haar werk in de volksgezondheid.